# Любниця (Витанє)
Любниця (словен. Ljubnica) — поселення в общині Витанє, Савинський регіон, Словенія. 
Висота над рівнем моря: 601,4 м.